# كاليفي مرجاما
كاليفي مرجاما (بالفنلندية: Kalevi Marjamaa)‏ (مواليد 29 يناير 1953) هو ملاكم فنلندي، مثّل بلاده في الألعاب الأولمبية الصيفية في دورتي 1976 و1980.

## روابط خارجية
كاليفي مرجاما على موقع أوليمبيديا (الإنجليزية)